# Joost Baars

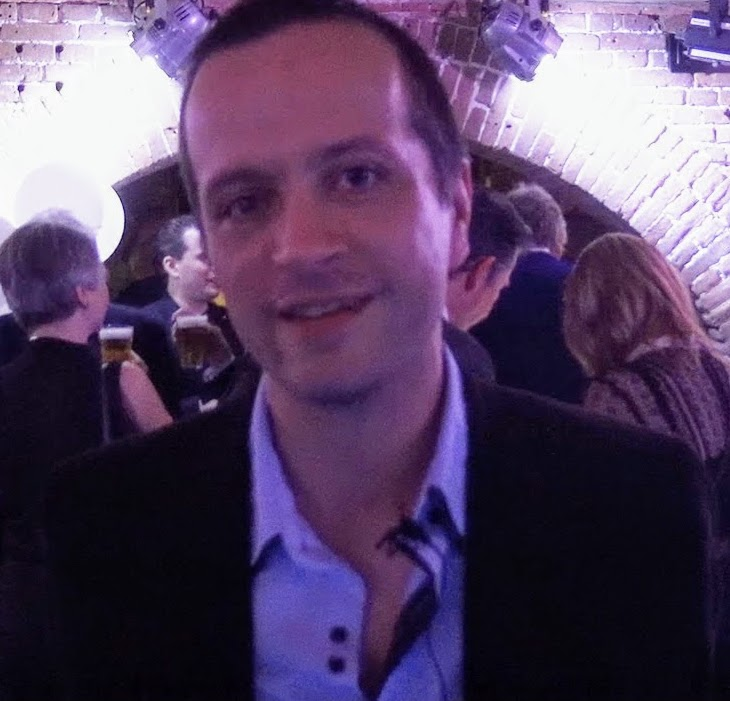
Joost Baars in 2017

Joost Baars (Leidschendam, 1975) is een Nederlands dichter en essayist. Zijn debuutbundel Binnenplaats verscheen in 2017 bij Uitgeverij Van Oorschot. In 2018 werd deze volgens het juryrapport 'hallucinante, mystieke bundel' bekroond met de VSB Poëzieprijs. Binnenplaats werd tevens genomineerd voor de C. Buddingh'-prijs en de Herman de Coninckprijs.
Zijn poëzie is vertaald in het Engels (door Astrid Alben), Grieks (door Irini Papakyriakou) en Arabisch (door Yasser Abdel-Latif en Fatena Al-Ghorra). Omgekeerd publiceerde hij vertalingen van poëzie van Dorothea Lasky, Joy Ladin, Quintan Ana Wikswo, Jack Spicer, Kenneth Koch, Robert Creeley (allen Verenigde Staten), Morani Kornberg-Weiss (Israël/Verenigde Staten) en Gerard Manley Hopkins (Verenigd Koninkrijk). Van die laatste nam Baars zes sonnetten in zijn vertaling op in Binnenplaats.
Baars brengt zijn werk veelvuldig op podia, waaronder de festivals Poetry International, Explore The North, Tanta International Poetry Festival (Egypte) (waar hij tevens de openingslezing verzorgde), Dichters in de Prinsentuin, Het Tuinfeest, Winternachten en Read My World (waar hij ook een tijd redacteur was). Hij werkt daarbij soms samen met Monica Akihary en Niels Brouwer van de world-jazzgroep Boi Akih, met wie hij ook een aantal avondvullende voorstellingen maakte.
Als essayist publiceerde Baars in de literaire tijdschriften Liter, Awater en Poëziekrant, en schreef hij nawoorden voor de dichtbundel Weg van Damascus van de Syrisch/Palestijns/Zweedse dichter Ghayath Almadhoun en het boek Hopeloos hoopvol; bekentenissen van een postmoderne pelgrim van de Amerikaanse filosoof/theoloog John D. Captuo.
Baars groeide op in Woubrugge en woont in Amsterdam. Hij werkt als boekverkoper en redacteur.